# Aljaksandra Herasimenja

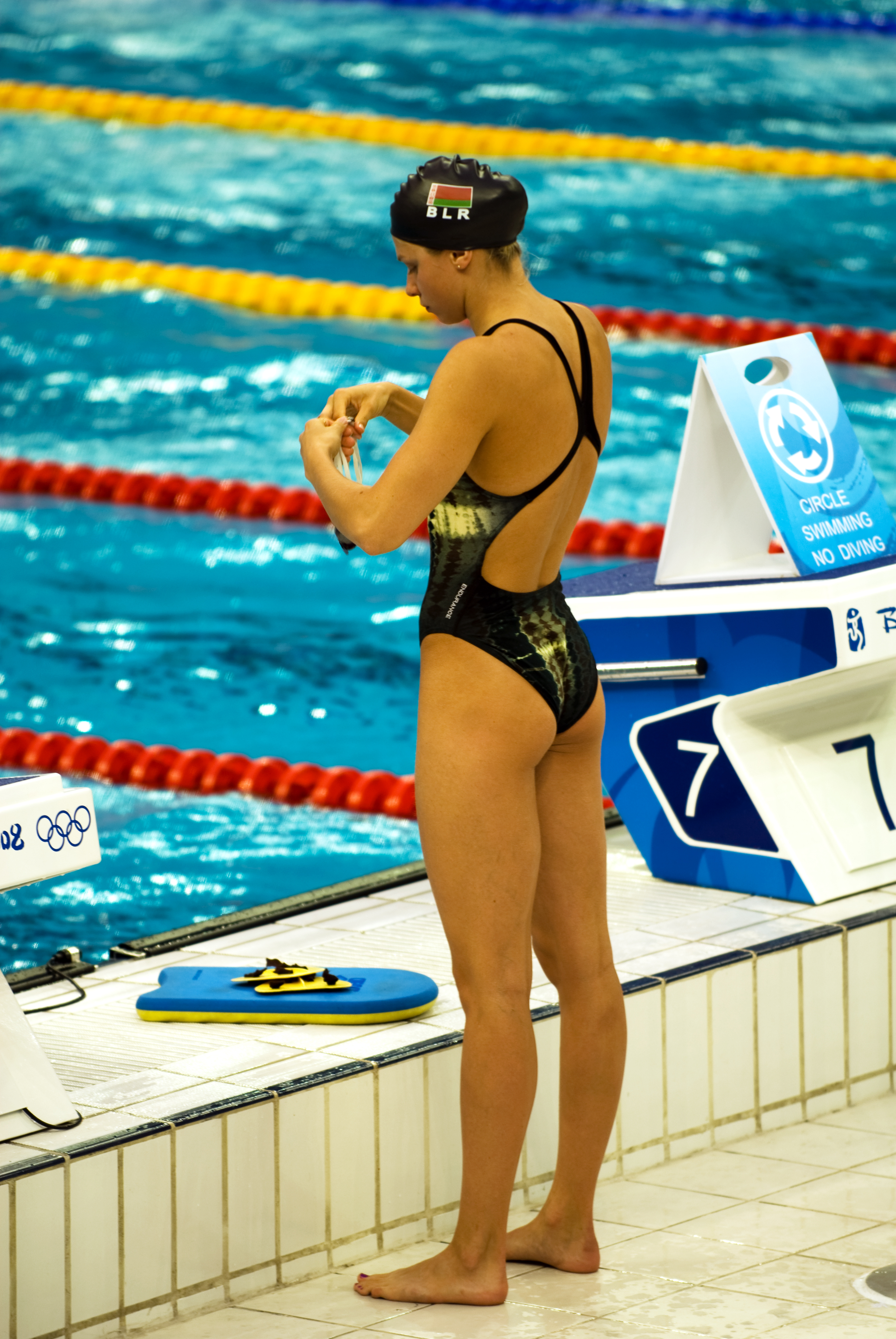
Herasimenja tijdens de Olympische Zomerspelen van 2008 in Peking.

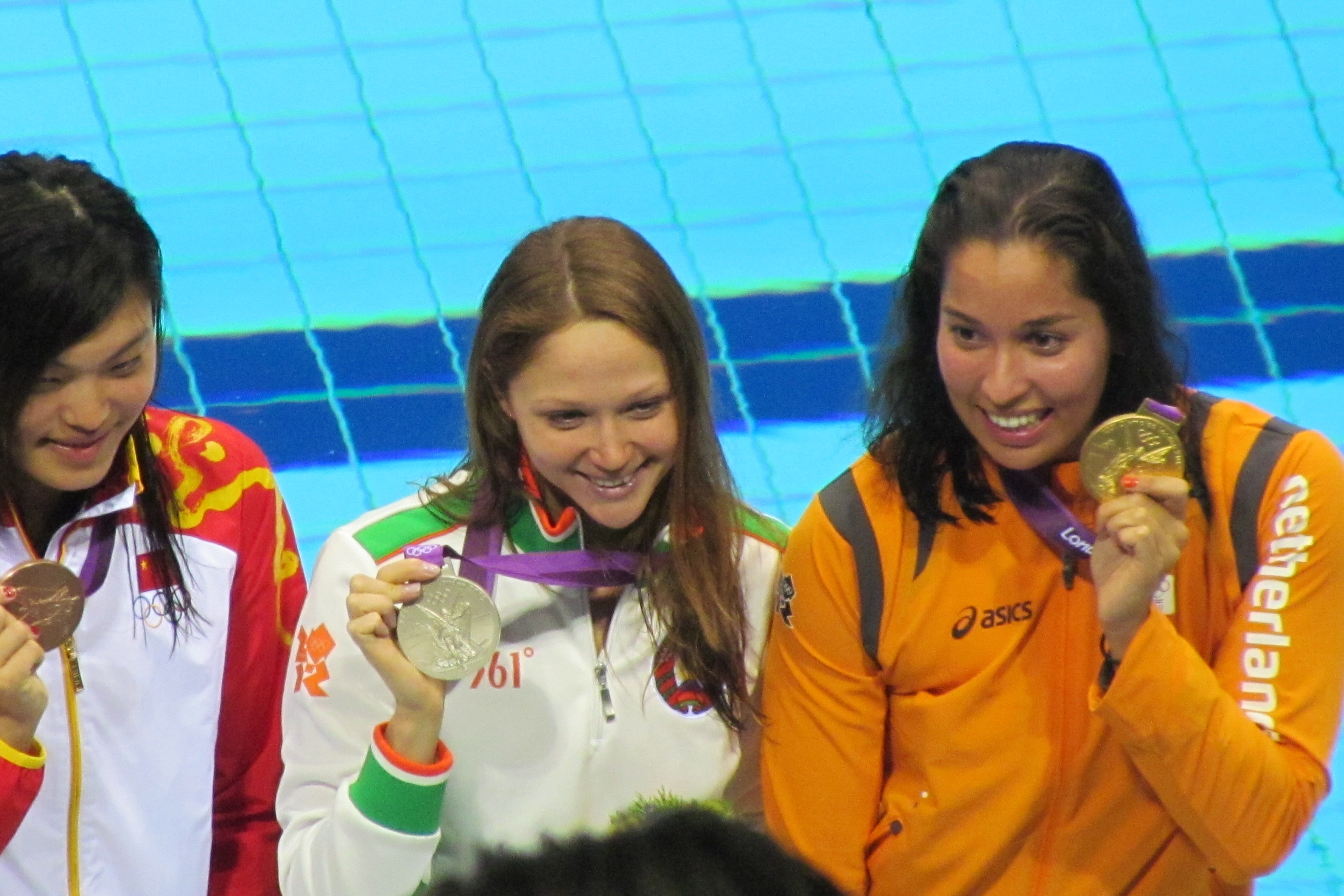
Herasimenja (midden) tijdens de Olympische Zomerspelen van 2012 in Londen met Tang Yi (links) en Ranomi Kromowidjojo (rechts).

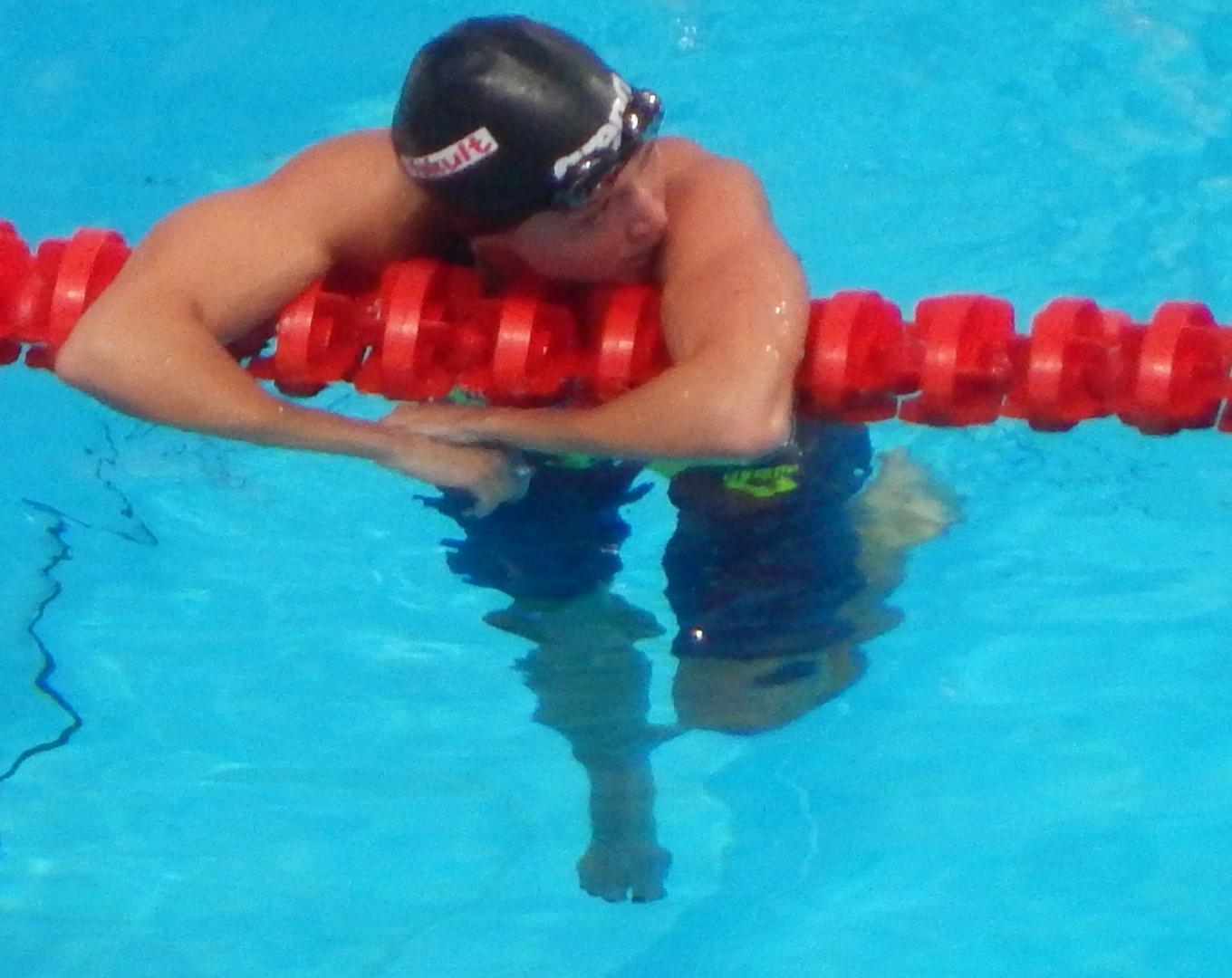
Herasimenja tijdens de wereldkampioenschappen van 2015 in Kazan.

Aljaksandra Viktarawna Herasimenja (Wit-Russisch: Аляксандра Віктараўна Герасіменя) (Minsk, 31 december 1985) is een Wit-Russische zwemster. Ze vertegenwoordigde haar vaderland op de Olympische Zomerspelen 2008 in Peking, op de Olympische Zomerspelen 2012 in Londen en op de Olympische Zomerspelen 2016 in Rio de Janeiro.

## Carrière
Bij haar internationale debuut, op de Europese kampioenschappen kortebaanzwemmen 2000 in Valencia, eindigde Herasimenja als zevende op de 50 meter rugslag en strandde ze in de series van de 100 meter vrije slag.
Tijdens de wereldkampioenschappen zwemmen 2001 in Fukuoka werd de Wit-Russische uitgeschakeld in de halve finales van de 50 meter rugslag en in de series van de 100 meter vrije slag. Op de Europese kampioenschappen kortebaanzwemmen 2001 in Antwerpen eindigde Herasimenja als zevende op de 50 meter rugslag, op de 50 en de 100 meter vrije slag strandde ze in de halve finales.
In Moskou nam de Wit-Russin deel aan de wereldkampioenschappen kortebaanzwemmen 2002, op dit toernooi eindigde ze als zevende op de 50 meter rugslag en werd ze uitgeschakeld in de series van de 100 meter rugslag. Samen met Hanna Kopachenia, Hanna Shcherba-Lorgeril en Alena Popchanka eindigde ze als vijfde op de 4x100 meter vrije slag, op de 4x100 meter wisselslag strandde ze samen met Nastassia Liakh, Hanna Kopachenia en Alena Popchanka in de series. Tijdens de Europese kampioenschappen zwemmen 2002 in Berlijn veroverde Herasimenja de bronzen medaille op zowel de 50 meter vrije slag als de 50 meter rugslag, op de 100 meter vrije slag eindigde ze op de vijfde plaats. Samen met Hanna Shcherba-Lorgeril, Hanna Kopachenia en Alena Popchanka eindigde ze als vierde op de 4x100 meter vrije slag. Op de Europese kampioenschappen kortebaanzwemmen 2002 in Riesa sleepte de Wit-Russische de zilveren medaille in de wacht op de 50 meter vrije slag, op de 100 meter vrije slag en de 50 meter rugslag werd ze uitgeschakeld in de halve finales. Op de 4x50 meter vrije slag legde ze samen met Hanna Shcherba-Lorgeril, Svitlana Khakhlova en Alena Popchanka beslag op de zilveren medaille.

### 2005-2008
Op de Europese kampioenschappen kortebaanzwemmen 2005, in Triëst, keerde Herasimenja na een afwezigheid van drie jaar terug op het internationale toneel. In Italië veroverde ze de bronzen medaille op de 50 meter rugslag, op de 50 meter vlinderslag eindigde ze als vijfde en op de 100 meter rugslag bereikte ze de achtste plaats. Samen met Aleksandra Bas, Ina Kapisjina en Svitlana Khakhlova eindigde ze als vijfde op de 4x50 meter wisselslag.
Tijdens de Europese kampioenschappen zwemmen 2006 in Boedapest sleepte de Wit-Russin de zilveren medaille op de 50 meter rugslag in de wacht en werd ze uitgeschakeld in de halve finales van de 50 en de 100 meter vrije slag, op de 50 meter vlinderslag overleefde ze de series niet. In Helsinki nam Herasimenja deel aan de Europese kampioenschappen kortebaanzwemmen 2006, op dit toernooi eindigde ze als vierde op de 50 meter rugslag en als zevende op de 100 meter rugslag en strandde ze in de series van de 200 meter vrije slag. Op de 4x50 meter wisselslag eindigde ze samen met Aleksandra Bas, Ina Kapisjina en Svitlana Khakhlova op de zesde plaats.
Op de wereldkampioenschappen zwemmen 2007 in Melbourne werd de Wit-Russische vice-wereldkampioene op de 50 meter rugslag, op de 50 en de 100 meter vrije slag werd ze uitgeschakeld in de halve finales. Samen met Irina Niafedava, Svitlana Khakhlova en Maria Gantsjar strandde ze in de series van de 4x100 meter vrije slag. Tijdens de Europese kampioenschappen kortebaanzwemmen 2007 in Debrecen eindigde Herasimenja als vijfde op de 50 meter rugslag, ze strandde in de halve finales van de 100 meter rugslag en de 50 meter vlinderslag en in de series van de 200 meter vrije slag. Op de 4x50 meter wisselslag werd ze samen met Aleksandra Bas, Ina Kapisjina en Svitlana Khakhlova uitgeschakeld in de series.
Op de Europese kampioenschappen zwemmen 2008 in Eindhoven eindigde de Wit-Russin als vierde op de 50 meter rugslag, op de 50 en de 100 meter vrije slag eindigde ze op de zesde plaats. Samen met Aleksandra Kavaleva, Ina Kapisjina en Svitlana Khakhlova strandde ze in de series van de 4x100 meter wisselslag. In Manchester nam ze deel aan de wereldkampioenschappen kortebaanzwemmen 2008, op dit toernooi werd ze uitgeschakeld in de halve finales van de 50 meter vrije slag en de 100 meter wisselslag. Tijdens de Olympische Zomerspelen van 2008 in Peking eindigde Herasimenja als achtste op de 50 meter vrije slag, op de 100 meter vrije slag strandde ze in de halve finales. Op de Europese kampioenschappen kortebaanzwemmen 2008 in Rijeka werd de Wit-Russische uitgeschakeld in de halve finales van de 50 meter vrije slag en de 50 meter rugslag, op de 100 meter rugslag kwam ze niet verder dan de series.

### 2009-2012
In de Italiaanse hoofdstad Rome nam Herasimenja deel aan de wereldkampioenschappen zwemmen 2009. Op dit toernooi eindigde ze als vijfde op de 50 meter rugslag, op de 50 en de 100 meter vrije slag strandde ze in de series. Op de 4x100 meter vrije slag werd ze samen met Joelia Khitraya, Svetlana Khokhlova en Irina Niafedava uitgeschakeld in de series. Tijdens de Europese kampioenschappen kortebaanzwemmen 2009 in Istanboel veroverde de Wit-Russin de zilveren medaille op de 50 meter rugslag en de bronzen medaille op de 100 meter rugslag, op de 50 meter vrije slag eindigde ze op de vierde plaats. Op de 50 meter vlinderslag strandde ze in de halve finales en op de 200 meter vrije slag in de series, samen met Ina Kapisjina, Irina Niafedava en Svitlana Khakhlova eindigde ze als vierde op de 4x50 meter wisselslag.
Op de Europese kampioenschappen zwemmen 2010 in Boedapest sleepte Herasimenja de Europese titel in de wacht op de 50 meter rugslag en de zilveren medaille op de 100 meter vrije slag, op de 50 meter vrije slag eindigde ze op de vijfde plaats. Op de 4x100 meter vrije slag zwom ze samen met Svetlana Khokhlova, Jana Parachoeskaja en Joelia Khitraja, in de finale werd ze vervangen door Aleksandra Kovaleva die samen met de drie anderen op de achtste plaats eindigde. In Dubai nam de Wit-Russin deel aan de wereldkampioenschappen kortebaanzwemmen 2010. Op dit toernooi eindigde ze als zevende op de 50 meter rugslag en als achtste op de 100 meter rugslag, op zowel de 50 meter vrije slag als de 100 meter wisselslag werd ze uitgeschakeld in de halve finales.
Tijdens de wereldkampioenschappen zwemmen 2011 in Shanghai veroverde Herasimenja, ex aequo met de Deense Jeanette Ottesen, de wereldtitel op de 100 meter vrije slag, daarnaast eindigde ze als vijfde op de 50 meter vrije slag en als zesde op de 50 meter rugslag. Samen met Svetlana Khokhlova, Jana Parachoeskaja en Joelia Khitraja strandde ze in de series van de 4x100 meter vrije slag. Op de Europese kampioenschappen kortebaanzwemmen 2011 in Szczecin eindigde de Wit-Russin als vierde op de 100 meter vrije slag en als vijfde op de 100 meter vlinderslag, op de 4x50 meter wisselslag eindigde ze samen met Tatsjana Arzachoeskaja, Svetlana Khokhlova en Joelia Khitraja op de zevende plaats.
In Londen nam Herasimenja deel aan de Olympische Zomerspelen van 2012. Op dit toernooi behaalde ze zowel op de 50 als de 100 meter vrije slag de zilveren medaille, beide keren achter Ranomi Kromowidjojo. Samen met Svetlana Khokhlova, Aksana Dziamidava en Joelia Khitraja werd ze uitgeschakeld in de series van de 4x100 meter vrije slag. Tijdens de Europese kampioenschappen kortebaanzwemmen 2012 in Chartres sleepte de Wit-Russin de gouden medaille in de wacht op de 50 meter vrije slag en de zilveren medaille op de 50 meter vlinderslag, op de 50 meter rugslag eindigde ze op de vijfde plaats. Op de 4x50 meter vrije slag legde ze samen met Joelia Khitraja, Aksana Dziamidava en Svetlana Khokhlova beslag op de bronzen medaille. Op de wereldkampioenschappen kortebaanzwemmen 2012 in Istanboel werd Herasimenja wereldkampioene op de 50 meter vrije slag, daarnaast eindigde ze als vijfde op de 100 meter wisselslag en strandde ze in de halve finales van de 50 meter vlinderslag.

### 2013-heden
In Herning nam de Wit-Russin deel aan de Europese kampioenschappen kortebaanzwemmen 2013. Op dit toernooi behaalde ze de bronzen medaille op zowel de 50 als de 100 meter vrije slag, op de 100 meter vlinderslag werd ze uitgeschakeld in de halve finales. Samen met Joelia Khitraja, Aksana Dziamidava en Svetlana Khokhlova eindigde ze als zesde op de 4x50 meter vrije slag. Op de gemengde 4x50 meter wisselslag eindigde ze samen met Joeri Klemparski, Jaoehen Tsoerkin en Svetlana Khokhlova op de achtste plaats.
Tijdens de Europese kampioenschappen zwemmen 2014 in Berlijn eindigde Herasimenja als zesde op de 50 meter rugslag. Daarnaast strandde ze in de halve finales van de 50 meter vrije slag en in de series van de 100 meter vlinderslag.
Op de wereldkampioenschappen zwemmen 2015 in Kazan werd de Wit-Russin uitgeschakeld in de halve finales van de 100 meter vrije slag en in de series van de 50 meter vrije slag. In Netanja nam Herasimenja deel aan de Europese kampioenschappen kortebaanzwemmen 2015. Op dit toernooi eindigde ze als vierde op de 50 meter vrije slag, als vijfde op de 50 meter rugslag en als zevende op de 100 meter vrije slag. Samen met Pavel Sankovitsj, Ilja Sjymanovitsj en Svetlana Khokhlova sleepte ze de bronzen medaille in de wacht op de gemengde 4x50 meter wisselslag.
Tijdens de Olympische Zomerspelen van 2016 in Rio de Janeiro veroverde de Wit-Russin de bronzen medaille op de 50 meter vrije slag. Daarnaast werd ze uitgeschakeld in de halve finales van de 100 meter vrije slag.

## Privé
Herasimenja is getrouwd met zwemmer Yauhen Tsurkin en heeft een dochter. Uit protest tegen het Wit-Russische regmine ontvluchtte ze haar land. Eerst naar Litouwen en Oekraïne en in 2022, toen in dat laatste land oorlog uitbrak, richting Polen. Ze werd eind 2022, bij afwezigheid, door de Wit-Russische overheid veroordeeld tot twaalf jaar gevangenisstraf.

## Internationale toernooien
| Jaar | Olympische Spelen                                        | WK langebaan                                                                 | WK kortebaan                                                              | EK langebaan                                                                                                | EK kortebaan |
| ---- | -------------------------------------------------------- | ---------------------------------------------------------------------------- | ------------------------------------------------------------------------- | --- | --- |
| 2000 | geen deelname                                            |                                                                              | geen deelname                                                             | geen deelname                                                                                               | 17e 100m vrije slag 7e 50m rugslag                                                                                |
| 2001 |                                                          | 27e 100m vrije slag 14e 50m rugslag                                          |                                                                           | | 14e 50m vrije slag 11e 100m vrije slag 7e 50 m rugslag                                                            |
| 2002 |                                                          |                                                                              | 7e 50m rugslag 19e 100m rugslag 5e 4x100m vrije slag 9e 4x100m wisselslag | 50m vrije slag · 5e 100m vrije slag · 50m rugslag · 4e 4x100m vrije slag                                    | 50m vrije slag · 9e 100m vrije slag · 9e 50m rugslag · 4x50m vrije slag                                           |
| 2003 |                                                          | geen deelname                                                                |                                                                           | | geen deelname |
| 2004 | geen deelname                                            |                                                                              | geen deelname                                                             | geen deelname                                                                                               | geen deelname |
| 2005 |                                                          | geen deelname                                                                |                                                                           | | 50m rugslag · 8e 100m rugslag · 5e 50m vlinderslag · 5e 4x50m wisselslag                                          |
| 2006 |                                                          |                                                                              | geen deelname                                                             | 11e 50m vrije slag · 11e 100m vrije slag · 50m rugslag · 22e 50m vlinderslag                                | 7e 100m vrije slag 14e 200m vrije slag 4e 50m rugslag 6e 4x50m wisselslag                                         |
| 2007 |                                                          | 9e 50m vrije slag · 14e 100m vrije slag · 50m rugslag · 9e 4x100m vrije slag |                                                                           | | 14e 100m vrije slag 5e 50m rugslag 10e 100m rugslag 12e 50m vlinderslag 9e 4x50m wisselslag                       |
| 2008 | 8e 50m vrije slag 14e 100m vrije slag                    |                                                                              | 9e 50m vrije slag 9e 100m wisselslag                                      | 6e 50m vrije slag 6e 100m vrije slag 4e 50m rugslag 12e 4x100m wisselslag                                   | 9e 50m vrije slag 11e 50m rugslag 27e 100m rugslag                                                                |
| 2009 |                                                          | 11e 50m vrije slag 16e 100m vrije slag 5e 50m rugslag 14e 4x100m vrije slag  |                                                                           | | 4e 50m vrije slag · 17e 200m vrije slag · 50m rugslag · 100m rugslag · 12e 50m vlinderslag · 4e 4x50 m wisselslag |
| 2010 |                                                          |                                                                              | 11e 50m vrije slag 7e 50m rugslag 8e 100m rugslag 11e 100m wisselslag     | 5e 50m vrije slag · 100m vrije slag · 50m rugslag · 8e 4x100m vrije slag · Herasimenja zwom enkel de series | geen deelname |
| 2011 |                                                          | 5e 50m vrije slag · 100m vrije slag · 6e 50m rugslag · 12e 4x100m vrije slag |                                                                           | | 4e 100m vrije slag 5e 100m vlinderslag 7e 4x50m wisselslag                                                        |
| 2012 | 50m vrije slag · 100m vrije slag · 13e 4x100m vrije slag |                                                                              | 50m vrije slag · 11e 50m rugslag · 5e 100m wisselslag                     | geen deelname                                                                                               | 50m vrije slag · 5e 50m vlinderslag · 50m vlinderslag · 4x50m vrije slag                                          |
| 2013 |                                                          | geen deelname                                                                |                                                                           | | 50m vrije slag · 100m vrije slag · 9e 100m vlinderslag · 6e 4x50m vrije slag · 8e 4x50m wisselslag gemengd        |
| 2014 |                                                          |                                                                              | geen deelname                                                             | 11e 50m vrije slag 6e 50m rugslag 22e 100m vlinderslag                                                      | |
| 2015 |                                                          | 18e 50m vrije slag 15e 100m vrije slag                                       |                                                                           | | 4e 50m vrije slag · 7e 100m vrije slag · 5e 50m rugslag · 4x50m wisselslag gemengd                                |
| 2016 | 50m vrije slag · 13e 100m vrije slag                     |                                                                              | 6-11 december                                                             | geen deelname                                                                                               | |

## Persoonlijke records
Bijgewerkt tot en met 13 augustus 2016
Kortebaan
| Afstand          | Tijd    | Datum            | Plaats          |
| ---------------- | ------- | ---------------- | --------------- |
| 50m vrije slag   | 23,64   | 16 december 2012 | Istanboel       |
| 100m vrije slag  | 52,06   | 21 december 2013 | Sint-Petersburg |
| 200m vrije slag  | 1.57,64 | 13 december 2009 | Istanboel       |
| 50m rugslag      | 26,12   | 12 december 2009 | Istanboel       |
| 100m rugslag     | 56,98   | 10 december 2009 | Istanboel       |
| 50m vlinderslag  | 25,53   | 23 november 2012 | Chartres        |
| 100m vlinderslag | 57,05   | 21 december 2012 | Sint-Petersburg |
| 100m wisselslag  | 58,94   | 14 december 2012 | Istanboel       |

Langebaan
| Afstand          | Tijd    | Datum            | Plaats         |
| ---------------- | ------- | ---------------- | -------------- |
| 50m vrije slag   | 24,11   | 13 augustus 2016 | Rio de Janeiro |
| 100m vrije slag  | 53,38   | 2 augustus 2012  | Londen         |
| 200m vrije slag  | 2.00,58 | 1 mei 2009       | Antwerpen      |
| 50m rugslag      | 27,40   | 23 april 2016    | Brest          |
| 100m rugslag     | 1.00,68 | 29 januari 2011  | Pinsk          |
| 50m vlinderslag  | 25,84   | 11 juli 2013     | Kazan          |
| 100m vlinderslag | 58,09   | 30 maart 2012    | Málaga         |